# 카타리나 폰 보라
카타리나 폰 보라(독일어: Katharina von Bora, 1499년 1월 29일(추정) ~ 1552년 12월 20일) 또는 카타리나 루터(독일어: Katharina Luther)는 독일의 신학자 마르틴 루터의 아내이며 "디 루터린(독일어: die Lutherin, 루터여인)"이라고도 불린다. 그녀에 대해 알려진 바는 거의 없지만 16세기 유럽 프로테스탄트 종교개혁의 중요한 인물로 여겨진다. 또한 그녀와 성직자인 루터의 결혼은 개신교 가정과 성직자 결혼에 영향을 미치며 그 선례가 되었다.

## 생애

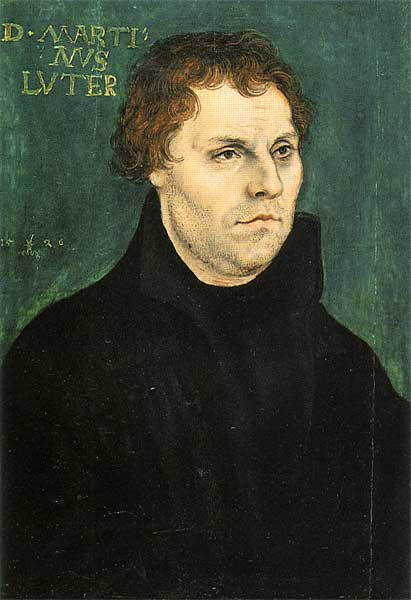
루카스 크라나흐가 그린 마르틴 루터의 초상화, 1526년

카타리나 폰 보라는 독일 작센(Saxon) 하급 귀족 가문의 딸이었다. 1499년 1월 29일 리펜도르프에서 태어난 것으로 추정된다. 카타리나 폰 보라에 대한 정확한 자료가 없어 그녀와 그녀의 가족들에 대해 알려진 것은 많이 없다.
카타리나 폰 보라가 1531년에 마르틴 루터에게 보낸 편지에 따르면 그녀의 아버지는 당시 5세였던 폰 보라를 1504년, 브레나에 있는 베네딕토회 수녀원으로 보내 교육을 받게 한 것으로 전해진다. 9살 때 그녀는 작센주 그리마 근처의 마리엔트론(Mary's Throne)이라는 이름의 시토회 공동체인 님브센 수도원(Nimbschen Abbey)으로 이사했는데, 그녀의 외할머니는 그곳에서 수녀로 활동했다.
수년간 수녀 생활을 한 후, 폰 보라는 개혁 운동에 점점 관심을 갖게 되었고 폐쇄적인 삶에 불만을 갖게 되었다. 그녀는 결국 다른 여러 자매들과 함께 루터에게 연락해 도움을 청했다. 1523년 4월 4일, 성토요일에 루터는 수녀원에 정기적으로 청어를 배달하는 상인이자 토르가우의 평의원인 레온하르트 쾨페(Leonhard Köppe)를 그녀에게 보냈으며 수녀들은 지붕이 덮인 마차를 타고 생선 통 사이에 숨어 탈출하여 비텐베르크로 도망갔다.

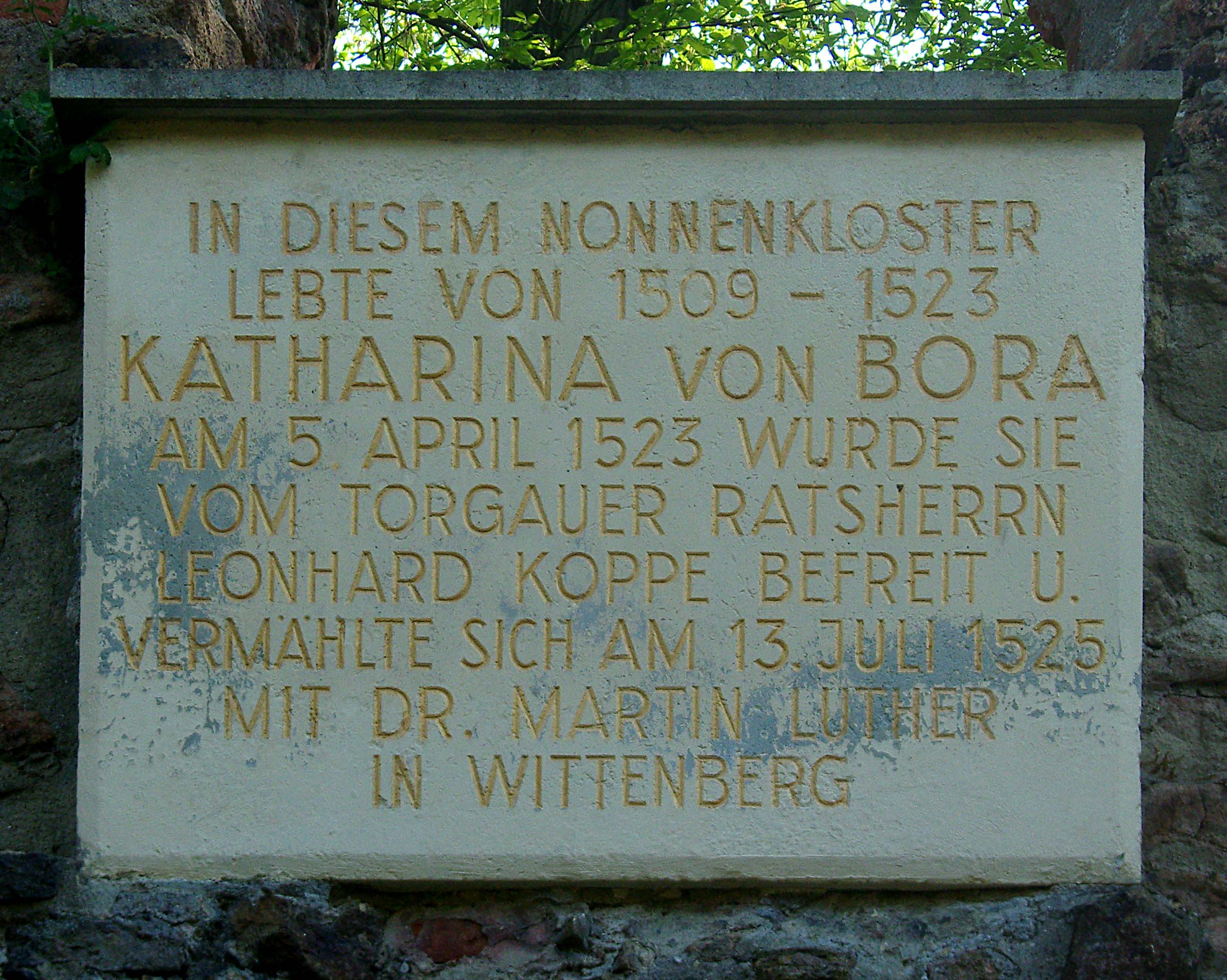
폰 보라가 수도원에서 지낸 것과 그곳에서 탈출한 것을 기념하는 님브센 수도원 유적지에 있는 명패.

루터는 수녀들의 가족들에게 그들을 집에 들여보내달라고 요청했지만 수녀들의 가족은 교회법을 위반할 것을 염려하여 이를 거절했다.
2년 안에 루터는 폰 보라를 제외한 탈출한 모든 수녀들의 결혼을 주선하거나 일자리를 찾게 해주었다. 초반에 카타리나 폰 보라는 비텐베르크 지방의 서기인 필립 라이헨바흐(Philipp Reichenbach)의 가족과 함께 살았고, 후에는 장로인 루카스 크라나흐와 그의 아내 바바라(Barbara)와 함께 살았다. 폰 보라는 뉘른베르크의 히에로니무스 바움가르트너(Hieronymus Baumgartner)와 올라뮌데(Orlamünde)의 목사 카스파 클라츠(Kaspar Glatz)를 포함하여 많은 이들에게 청혼을 받았지만 결혼으로 이어지진 않았다. 그녀는 루터의 친구이자 동료 개혁자인 니콜라우스 폰 암스도르프(Nicolaus von Amsdorf)에게 자신은 루터나 폰 암스도르프(von Amsdorf)와만 결혼할 의향이 있다고 말했다.

## 마르틴 루터와의 결혼
마르틴 루터는 결혼에 대한 확신이 없었으며 루터의 동료였던 필립 멜란히톤은 루터의 결혼이 종교 개혁에 좋지 않은 영향을 끼칠 것 같다고 우려했다. 루터는 자신의 결혼이 '그의 아버지를 기쁘게 하고, 교황을 화나게 하며, 천사들을 웃게 하고, 악마들을 울게 할 것'이라고 생각했다. 당시 26세였던 폰 보라와 41세의 루터는 1525년 6월 13일 유스투스 요나스(Justus Jonas), 요하네스 부겐하겐(Johannes Bugenhagen), 그리고 루카스 크라나흐(Lucas Cranach)와 그의 아내 바바라(Barbara) 등 증인들이 있는 앞에서 결혼을 했다. 다음날 아침 작은 결혼식 조찬이 열렸고, 6월 27일에는 부겐하겐이 사회를 보며 공식적인 예식이 열렸다.
이들 부부는 비텐베르크(검은 수도원으로 알려짐)에서 공부하던 아우구스티누스 수도회의 수도사들의 이전 기숙사와 교육기관에 거주했는데, 이는 루터의 보호자인 프리드리히 3세 폰 작센 선제후의 동생인 요한 폰 작센 선제후의 결혼 선물이었다. 폰 보라는 곧바로 수도원의 방대한 재산을 관리하는 일을 맡았다. 그녀는 소를 사육하고 판매했으며, 그들의 가족과 함께 하숙하는 수많은 학생들, 그리고 남편의 손님들을 위해 양조장을 운영했다. 전염병이 돌았을 때 그녀는 간호사들과 함께 병원을 운영하며 일했다. 루터는 그들이 소유한 농장의 이름을 따서 폰 보라를 '줄스도르프(Zaulsdorf)의 지도자'라고 불렀으며, 새벽 4시에 일어나는 습관이 있는 그녀를 '비텐베르크의 샛별'이라고 부르기도 했다.
루터는 아내 폰 보라에게 '케테님(독일어: Herr Käthe, Käthe는 카타리나의 지소사이다.)'라는 애칭을 붙였으며 그의 아내는 그의 삶에 많은 영향력을 행사했다. 심지어 폰 보라는 루터의 결정에 어느 정도 영향을 미쳤을지도 모른다. 루터는 '아내는 자기 자신이 원하는 것은 무엇이든 설득한다'고 말했다. 또한 루터는 그의 아내에게 가정에 대한 '완전한 통제권'을 명시적으로 부여했으며 따라서 폰 보라는 남편의 부동산 운영을 도왔고 필요한 경우 리모델링을 감독하기도 했다. 한 일화에 따르면 카타리나 루터(폰 보라)는 배우자로서 남편의 활동에 많은 내조를 했다고 한다. 그녀는 그에게 재정적으로 의존했으며(그러나 폰 보라는 그들의 재산을 늘리기도 했다.) 그를 항상 '박사님(독일어: Herr Doktor)'이라고 존칭하며 그를 존중하고 존경했다. 루터는 가끔 그녀에게 교회 문제에 대해 상담하는 것으로 그녀의 존칭에 화답하기도 했다.
카타리나는 여섯 명의 자녀를 낳았다: 한스(1526~1575), 엘리자베스 루터(1527~1528), 마그달레나 루터 (1529~1542), 마틴(1531~1565), 파울 루터(1533~1593), 마가레테 폰 쿤하임(1534~1570). 1539년 11월 1일에는 유산을 겪기도 했다. 루터는 카타리나의 조카인 파비안(Fabian)을 포함하여 네 명의 고아를 키웠다.

### 결혼의 의의
폰 보라와 루터의 결혼은 개신교 역사에서, 특히 혼인과 성 역할에 대한 견해의 발전과 관련하여 매우 중요하다. 루터는 종교 개혁 사상으로 인해 결혼한 최초의 성직자는 아니었지만 가장 저명한 성직자 중 한 사람이었다. 그가 성직자 결혼을 공개적으로 주장하고 많은 반가톨릭 선전을 펼쳤기 때문에 그의 결혼은 당연히 적들의 표적이 되었다.